# Scottsburg (Virginie)
Pour les articles homonymes, voir Scottsburg.
Scottsburg est une municipalité américaine située dans le comté de Halifax en Virginie.
Lors du recensement de 2010, sa population est de 119 habitants. La municipalité s'étend alors sur une superficie de 0,70 mille carré (1,81 km2).